# Jacaranda Health
Jacaranda Health — американо-кенийское социальное предприятие, которое с помощью постройки небольших частных родильных домов и клиник стремится сделать беременность и рождение ребёнка более безопасным для женщины, а качественное и недорогое здравоохранение более доступным для жителей отдалённых областей Африки. Особый упор Jacaranda Health делает на обширные пригородные зоны с низкими доходами, плохими санитарными условиями и ограниченной доступностью медицинских услуг, где смертность женщин при родах особенно высока. Модель медицинских услуг Jacaranda Health (включая страховку и рассрочку) предоставляет услуги женщинам по цене в пять раз дешевле, чем в остальных частных клиниках.
Основатель Jacaranda Health Ник Пирсон ранее работал в Африке и Азии, затем сотрудничал с фондом Acumen в области помощи городской бедноте Кении, где и повстречал свою жену. 

## История
Первый медицинский центр Jacaranda Health открылся летом 2012 года, второй — в начале 2014 года. Также компания проводит обучение акушерок и медсестёр, предоставляет услуги планирования семьи и послеродового ухода, внедряет специальные мобильные приложения для своих клиентов, электронную систему медицинской документации, сберегательные программы и мобильную службу предварительной оплаты, что сокращает финансовое бремя обслуживания. По состоянию на начало 2015 года предприятие оказало медицинские услуги более 5 тыс. женщин.

## Партнёры и инвесторы
Финансовую поддержку Jacaranda Health оказывали Draper Richards Kaplan Foundation, Jasmine Social Investments, Peery Foundation, Фонд Мулаго, Johnson & Johnson и другие организации.